# أورانية (نبات)
أورانية (الاسم العلمي: Orania)، جنس نباتات من فصيلة النخلية، موطنها الأصلي مدغشقر وماليزيا وغينيا الجديدة.